# Марсело Альварес
Марсело Альварес (ісп. Marcelo Raúl Álvarez; нар. 27 лютого 1962, Кордова, Аргентина), — аргентинський оперний співак (тенор).

## Дискографія (CD)
- Bel Canto, 1998, Sony Classical.
- Berlin Gala, 1999, Polygram Records.
- Marcelo Álvarez Sings Gardel, 2000, Sony Classical.
- French Arias, 2001, Sony Classical.
- Duetto performed with Salvatore Licitra, 2003, Sony Classical.
- Manon — Massenet, 2003, Sony Classical.
- The Tenor's Passion, 2004, Sony Classical.
- Lucia di Lammermoor — Donizetti, 2005, La Voce, Inc.
- Festliche Operngala, 2005, RCA.
- Marcelo Álvarez: The Verdi Tenor, 2009,
- Marcelo Álvarez: Tenorissimo!, 2010, Sony Classical.
- Adriana Lecouvreur — Cilea, 2011, Dynamic.
- Marcelo Álvarez: 20 Years on the Opera Stage, 2014, Delos.

## Нагороди
- 1995 — Перемога в регіональному вокальному конкурсі в Павії, Італія
- 1995 — Другий приз першого вокального конкурсу імені Лейли Генчер в Станбулі, Туреччина
- 2000 — Нагорода «Gold Camera Award», 33-й щорічний міжнародний фестиваль кіно і відео
- 2000 — Почесна премія міжнародного кіно-фестивалю Колумбус
- 2000 — Співак року, Echo Klassik
- 2002 — Співак року, Echo Klassik
- 2003 — Найкращий тенор 2002 року, за результатами опитування читачів Italian L'Opera magazine
- 2007 — Оперна премія La Martesana, організована OperaClick і музичною асоціацією Harmonia